# IIIe législature d'Espagne
La IIIe législature d'Espagne (en espagnol : iii legislatura de España) est un cycle parlementaire des Cortes Generales, ouvert le 15 juillet 1986 à la suite des élections générales anticipées du 22 juin et conclu avec la dissolution des chambres le 2 septembre 1989, qui conduit à l'organisation des élections générales anticipées du 29 octobre 1989.
Elle suit la IIe législature et précède la IVe législature. Le Parti socialiste ouvrier espagnol (PSOE) et le Parti des socialistes de Catalogne (PSC) détiennent ensemble la majorité absolue au Congrès des députés et au Sénat. Le socialiste Felipe González est président du gouvernement pendant toute la durée de la législature, à la tête de son deuxième gouvernement.

## Bureau des assemblées

### Du Congrès
Le bureau du Congrès rassemble le président, quatre vice-présidents et quatre secrétaires. Le président est élu à la majorité absolue des députés au premier tour, à la majorité simple au second entre les deux candidats ayant recueilli le plus grand nombre de suffrages lors du premier vote. Les vice-présidents et secrétaires sont élus à la majorité simple : les quatre candidats qui obtiennent le plus grand nombre de voix sont proclamés élus.
| Fonction                 | Titulaire | Titulaire                | Parti | Circonscription |
| ------------------------ | --------- | ------------------------ | ----- | --------------- |
| Président                |           | Félix Pons               | PSOE  | Îles Baléares   |
| Premier vice-président   |           | Leopoldo Torres          | PSOE  | Guadalajara     |
| Deuxième vice-président  |           | Antonio Carro Martínez   | AP    | Lugo            |
| Troisième vice-président |           | Francisco Granados       | PSOE  | Ciudad Real     |
| Quatrième vice-président |           | José Ramón Caso          | CDS   | Madrid          |
| Premier secrétaire       |           | Ramón Vargas-Machuca     | PSOE  | Cadix           |
| Deuxième secrétaire      |           | José Manuel Paredes      | PL    | La Corogne      |
| Troisième secrétaire     |           | Irma Simón Calvo         | PSOE  | Castellón       |
| Quatrième secrétaire     |           | Josep María Trías de Bes | CDC   | Barcelone       |

### Du Sénat
Le bureau du Sénat rassemble le président, deux vice-présidents et quatre secrétaires. Le président est élu à la majorité absolue des sénateurs au premier tour, à la majorité simple au second entre les deux candidats ayant recueilli le plus grand nombre de suffrages lors du premier vote. Les vice-présidents et secrétaires sont élus à la majorité simple : les deux (vice-présidences) ou quatre (secrétariats) candidats qui obtiennent le plus grand nombre de voix sont proclamés élus.
| Fonction                | Titulaire | Titulaire                   | Parti | Circonscription |
| ----------------------- | --------- | --------------------------- | ----- | --------------- |
| Présidente              |           | José Federico de Carvajal   | PSOE  | Madrid          |
| Premier vice-président  |           | José Luis Rodríguez Pardo   | PSOE  | La Corogne      |
| Deuxième vice-président |           | Juan de Arespacochaga       | AP    | Madrid          |
| Premier secrétaire      |           | Lucía Urcelay               | PSOE  | Alava           |
| Deuxième secrétaire     |           | Ignacio Díez González       | PSOE  | La Rioja        |
| Troisième secrétaire    |           | José Luis Aguilera Bermúdez | AP    | Ciudad Real     |
| Quatrième secrétaire    |           | Ignacio Gaminde             | PNV   | Pays basque     |

## Groupes parlementaires

### Congrès des députés
Le règlement du Congrès des députés dispose que les députés pourront former des groupes parlementaires, à condition que chacun d'entre eux compte au moins 15 membres. Toutefois, un ou plusieurs partis politiques ayant obtenu au moins cinq sièges et réuni soit 15 % des suffrages exprimés dans les circonscriptions où ils se présentaient soit 5 % des voix sur l'ensemble du territoire espagnol, peuvent former un groupe parlementaire. Les députés appartenant à un même parti ou à deux partis qui ne se sont pas affrontés devant les électeurs ne peuvent former de groupes parlementaires séparés.
- Les partis ayant quitté un groupe après sa fondation sont indiqués en italique, ceux l'ayant rejoint son indiqués en gras, ceux ayant disparu sont barrés.

| Nom                                                | Nom                                                                        | Députés   | Députés   | Partis   | Partis  | Porte-parole                                                          |
| Nom                                                | Nom                                                                        | Début     | Fin       | Partis   | Partis  | Porte-parole                                                          |
| -------------------------------------------------- | -------------------------------------------------------------------------- | --------- | --------- | -------- | ------- | --------------------------------------------------------------------- |
|                                                    | Socialiste Grupo Parlamentario Socialista                                  | 184 / 350 | 181 / 350 |          | PSOE    | Eduardo Martín Toval                                                  |
|                                                    | Socialiste Grupo Parlamentario Socialista                                  | 184 / 350 | 181 / 350 | PSC      |         | Eduardo Martín Toval                                                  |
|                                                    | Coalition populaire Grupo Parlamentario Coalición Popular                  | 84 / 350  | 89 / 350  |          | AP      | Manuel Fraga Juan Ramón Calero (03/03/1987) Luis Ramallo (20/07/1989) |
|                                                    | Coalition populaire Grupo Parlamentario Coalición Popular                  | 84 / 350  | 89 / 350  | UPN      |         | Manuel Fraga Juan Ramón Calero (03/03/1987) Luis Ramallo (20/07/1989) |
|                                                    | Coalition populaire Grupo Parlamentario Coalición Popular                  | 84 / 350  | 89 / 350  | CdG (es) |         | Manuel Fraga Juan Ramón Calero (03/03/1987) Luis Ramallo (20/07/1989) |
|                                                    | Coalition populaire Grupo Parlamentario Coalición Popular                  | 84 / 350  | 89 / 350  | PL       |         | Manuel Fraga Juan Ramón Calero (03/03/1987) Luis Ramallo (20/07/1989) |
|                                                    | Coalition populaire Grupo Parlamentario Coalición Popular                  | 84 / 350  | 89 / 350  | PP       |         | Manuel Fraga Juan Ramón Calero (03/03/1987) Luis Ramallo (20/07/1989) |
|                                                    | CDS Grupo Parlamentario CDS                                                | 19 / 350  | 28 / 350  |          | CDS     | Agustín Rodríguez Sahagún León Buil (30/06/1989)                      |
|                                                    | Minorité catalane Grupo Parlamentario Minoría Catalana                     | 18 / 350  | 19 / 350  |          | CDC     | Miquel Roca                                                           |
|                                                    | Minorité catalane Grupo Parlamentario Minoría Catalana                     | 18 / 350  | 19 / 350  | UDC      |         | Miquel Roca                                                           |
|                                                    | Basque Grupo Parlamentario Vasco (PNV)                                     | 6 / 350   | 4 / 350   |          | EAJ/PNV | Iñaki Anasagasti                                                      |
|                                                    | Mixte Grupo Parlamentario Mixto                                            | 6 / 350   | 18 / 350  |          | EE      | Poste tournant                                                        |
|                                                    | Mixte Grupo Parlamentario Mixto                                            | 6 / 350   | 18 / 350  | PAR      |         | Poste tournant                                                        |
|                                                    | Mixte Grupo Parlamentario Mixto                                            | 6 / 350   | 18 / 350  | UV       |         | Poste tournant                                                        |
|                                                    | Mixte Grupo Parlamentario Mixto                                            | 6 / 350   | 18 / 350  | AIC (es) |         | Poste tournant                                                        |
|                                                    | Mixte Grupo Parlamentario Mixto                                            | 6 / 350   | 18 / 350  | CG (es)  |         | Poste tournant                                                        |
|                                                    | Mixte Grupo Parlamentario Mixto                                            | 6 / 350   | 18 / 350  | EA       |         | Poste tournant                                                        |
|                                                    | Mixte Grupo Parlamentario Mixto                                            | 6 / 350   | 18 / 350  | Ind.     |         | Poste tournant                                                        |
| Regroupements au sein du groupe mixte              |                                                                            |           |           |          |         |                                                                       |
|                                                    | Démocratie chrétienne (1986-02/1989) Agrupación de la Democracia Cristiana | 21 / 350  | 0 / 350   |          | PDP     | Modesto Fraile                                                        |
|                                                    | Parti libéral (02/1987-02/1989) Agrupación Partido Liberal                 | 10 / 350  | 0 / 350   |          | PL      | Antonio Jiménez Blanco José Miguel Bravo de Laguna (02/02/1988)       |
|                                                    | Gauche unie Agrupación IU-IC                                               | 7 / 350   | 6 / 350   |          | IU      | Enrique Curiel Nicolás Sartorius (16/09/1987)                         |
| Les cinq députés de Herri Batasuna ne siègent pas. |                                                                            |           |           |          |         |                                                                       |

### Sénat
Le règlement du Sénat dispose que les sénateurs pourront former des groupes parlementaires, à condition que chacun d'entre eux compte au moins dix membres. Un groupe dont le nombre de sénateurs passe en dessous de six est dissous jusqu'à la clôture de la session en cours. Les sénateurs ayant participé aux élections au nom d'un même parti, d'une même fédération, d'une même coalition ou d'un même groupement ne peuvent former de groupes parlementaires séparés.
- Les partis ayant quitté un groupe après sa fondation sont indiqués en italique, ceux l'ayant rejoint son indiqués en gras, ceux ayant disparu sont barrés.

| Nom                                               | Nom                                                                                                | Sénateurs | Sénateurs | Partis   | Partis  | Porte-parole                                        |
| Nom                                               | Nom                                                                                                | Début     | Fin       | Partis   | Partis  | Porte-parole                                        |
| ------------------------------------------------- | -------------------------------------------------------------------------------------------------- | --------- | --------- | -------- | ------- | --------------------------------------------------- |
|                                                   | Socialiste Grupo Parlamentario Socialista                                                          | 148 / 254 | 145 / 254 |          | PSOE    | Juan José Laborda Jaime Barreiro Gil (15/09/1989)   |
|                                                   | Socialiste Grupo Parlamentario Socialista                                                          | 148 / 254 | 145 / 254 | PSC      |         | Juan José Laborda Jaime Barreiro Gil (15/09/1989)   |
|                                                   | Populaire Grupo Parlamentario Popular                                                              | 66 / 254  | 66 / 254  |          | AP      | José Miguel Ortí Bordás                             |
|                                                   | Populaire Grupo Parlamentario Popular                                                              | 66 / 254  | 66 / 254  | CdG (es) |         | José Miguel Ortí Bordás                             |
|                                                   | Populaire Grupo Parlamentario Popular                                                              | 66 / 254  | 66 / 254  | PL       |         | José Miguel Ortí Bordás                             |
|                                                   | Populaire Grupo Parlamentario Popular                                                              | 66 / 254  | 66 / 254  | PP       |         | José Miguel Ortí Bordás                             |
|                                                   | Catalan Grupo Parlamentario Catalán en el Senado                                                   | 11 / 254  | 10 / 254  |          | CDC     | Ramón Trías Fargas Joaquim Ferrer Roca (28/07/1988) |
|                                                   | Catalan Grupo Parlamentario Catalán en el Senado                                                   | 11 / 254  | 10 / 254  | UDC      |         | Ramón Trías Fargas Joaquim Ferrer Roca (28/07/1988) |
|                                                   | Sénateurs basques Grupo Parlamentario de Senadores Vascos                                          | 9 / 254   | 6 / 254   |          | EAJ/PNV | Carmelo Renobales                                   |
|                                                   | Centre démocratique et social (créé le 08/10/1987) Grupo Parlamentario Centro democrático y social | 8 / 254   | 11 / 254  |          | CDS     | Alberto Dorrego                                     |
|                                                   | Mixte Grupo Parlamentario Mixto                                                                    | 19 / 254  | 15 / 254  |          | PDP     | Poste tournant                                      |
|                                                   | Mixte Grupo Parlamentario Mixto                                                                    | 19 / 254  | 15 / 254  | CDS      |         | Poste tournant                                      |
|                                                   | Mixte Grupo Parlamentario Mixto                                                                    | 19 / 254  | 15 / 254  | AIC (es) |         | Poste tournant                                      |
|                                                   | Mixte Grupo Parlamentario Mixto                                                                    | 19 / 254  | 15 / 254  | AM (es)  |         | Poste tournant                                      |
|                                                   | Mixte Grupo Parlamentario Mixto                                                                    | 19 / 254  | 15 / 254  | IU       |         | Poste tournant                                      |
|                                                   | Mixte Grupo Parlamentario Mixto                                                                    | 19 / 254  | 15 / 254  | UM       |         | Poste tournant                                      |
|                                                   | Mixte Grupo Parlamentario Mixto                                                                    | 19 / 254  | 15 / 254  | PL       |         | Poste tournant                                      |
|                                                   | Mixte Grupo Parlamentario Mixto                                                                    | 19 / 254  | 15 / 254  | EA       |         | Poste tournant                                      |
|                                                   | Mixte Grupo Parlamentario Mixto                                                                    | 19 / 254  | 15 / 254  | PAR      |         | Poste tournant                                      |
|                                                   | Mixte Grupo Parlamentario Mixto                                                                    | 19 / 254  | 15 / 254  | Ind.     |         | Poste tournant                                      |
| L'unique sénateur de Herri Batasuna ne siège pas. | |           |           |          |         |                                                     |

## Gouvernement et opposition
| Statut              | Poste                                  | Titulaire | Titulaire                                                                          |
| ------------------- | -------------------------------------- | --------- | ---------------------------------------------------------------------------------- |
| Gouvernement : PSOE | Président du gouvernement              |           | Felipe González                                                                    |
| Gouvernement : PSOE | Ministre des Relations avec les Cortes |           | Virgilio Zapatero                                                                  |
| Gouvernement : PSOE | Porte-parole au Congrès                |           | Eduardo Martín Toval                                                               |
| Gouvernement : PSOE | Porte-parole au Sénat                  |           | Juan José Laborda Jaime Barreiro Gil (15 septembre 1987)                           |
|                     |                                        |           |                                                                                    |
| Opposition : CP     | Président de l'AP                      |           | Manuel Fraga                                                                       |
| Opposition : CP     | Porte-parole au Congrès                |           | Manuel Fraga Juan Ramón Calero (3 mars 1987) Luis Ramallo García (20 juillet 1989) |
| Opposition : CP     | Porte-parole au Sénat                  |           | José Miguel Ortí Bordás                                                            |

### Investiture
Le 23 juillet 1986, Felipe González, président sortant chargé de l'expédition des affaires courantes, se soumet à un débat d'investiture. Sa candidature est acceptée, à la majorité absolue, lors du premier vote.
| Candidat               | Date                                       | Vote       |      |    |     |     |    |     |    |    |    |     |     |    | Résultat  |
| Candidat               | Date                                       | Vote       | PSOE | CP | CDS | CiU | IU | PNV | HB | EE | CG | PAR | AIC | UV | Résultat  |
| Felipe González (PSOE) | 23 juillet 1986 (majorité absolue requise) | Oui        | 184  |    |     |     |    |     |    |    |    |     |     |    | 184 / 350 |
| Felipe González (PSOE) | 23 juillet 1986 (majorité absolue requise) | Non        |      | 94 | 19  | 18  | 7  |     |    | 2  | 1  | 1   | 1   | 1  | 144 / 350 |
| Felipe González (PSOE) | 23 juillet 1986 (majorité absolue requise) | Abstention |      |    |     |     |    | 6   |    |    |    |     |     |    | 6 / 350   |
| Felipe González (PSOE) | 23 juillet 1986 (majorité absolue requise) | Absents    |      | 11 |     |     |    |     | 5  |    |    |     |     |    |           |

### Motion de censure
Le 30 mars 1987, le Congrès des députés rejette la motion de censure déposée par Antonio Hernández Mancha : 
| Candidat                      | Date                                    | Vote       |      |    |     |     |     |    |    |    |     |    |    |    |     |     |    |      | Résultat  |
| Candidat                      | Date                                    | Vote       | PSOE | AP | PDP | CDS | CiU | PL | IU | HB | PNV | EE | EA | CG | PAR | AIC | UV | Ind. | Résultat  |
| Antonio Hernández Mancha (AP) | 30 mars 1987 (majorité absolue requise) | Oui        |      | 66 |     |     |     |    |    |    |     |    |    |    |     |     | 1  |      | 67 / 350  |
| Antonio Hernández Mancha (AP) | 30 mars 1987 (majorité absolue requise) | Non        | 181  |    |     |     |     |    | 6  |    | 4   | 2  |    |    |     | 1   |    |      | 194 / 350 |
| Antonio Hernández Mancha (AP) | 30 mars 1987 (majorité absolue requise) | Abstention |      |    | 20  | 19  | 16  | 9  |    |    |     |    |    | 1  | 1   |     |    | 5    | 71 / 350  |
| Antonio Hernández Mancha (AP) | 30 mars 1987 (majorité absolue requise) | Absents    | 3    | 1  | 1   | 4   |     | 1  | 1  | 5  |     |    | 2  |    |     |     |    |      | 18 / 350  |

## Commissions parlementaires

### Au Congrès des députés
| Commission                                                     | Président | Président                                          | Circonscription        | Parti |
| -------------------------------------------------------------- | --------- | -------------------------------------------------- | ---------------------- | ----- |
| Commissions permanentes législatives                           |           |                                                    |                        |       |
| Commission constitutionnelle                                   |           | Antonio Ojeda Escobar Francisco Ramos (10/03/1987) | Jaén Tolède            | PSOE  |
| Commission des Affaires étrangères                             |           | Luis Fajardo Spínola                               | Santa Cruz de Tenerife | PSOE  |
| Commission de la Justice et de l'Intérieur                     |           | Carlos Sanjuán                                     | Malaga                 | PSOE  |
| Commission de la Défense                                       |           | Juan Muñoz García                                  | Ségovie                | PSOE  |
| Commission de l'Éducation et de la Culture                     |           | Rafael Ballesteros Durán                           | Malaga                 | PSOE  |
| Commission de l'Économie, du Commerce et des Finances          |           | Juan Ramallo Massanet                              | Îles Baléares          | PSOE  |
| Commission des Budgets                                         |           | Magin Pont Mestres                                 | Barcelone              | AP    |
| Commission de l'Agriculture, de l'Élevage et de la Pêche       |           | Josep Pau Pernau                                   | Lleida                 | PSC   |
| Commission de l'Industrie, des Travaux publics et des Services |           | Julián Campo Eugenio Triana García (20/11/1987)    | Madrid                 | PSOE  |
| Commission de la Politique sociale et de l'Emploi              |           | Ángel Díaz Sol                                     | Grenade                | PSOE  |
| Commission du Régime des administrations publiques             |           | Fernando Gimeno Marín                              | Saragosse              | PSOE  |
| Commissions permanentes non législatives                       |           |                                                    |                        |       |
| Commission du Règlement                                        |           | Félix Pons                                         | Îles Baléares          | PSOE  |
| Commission du Statut des députés                               |           | Álvaro Cuesta                                      | Asturies               | PSOE  |
| Commission des Pétitions                                       |           | Salvador López Sanz                                | Valence                | PSOE  |
| Commission du contrôle parlementaire de RTVE                   |           | Gabriel Elorriaga                                  | Valence                | AP    |
| Commission du Défenseur du peuple                              |           | Alfonso Lazo Díaz                                  | Séville                | PSOE  |

### Au Sénat
| Commission | Président | Président                                                         | Circonscription     | Parti |
| --- | --------- | ----------------------------------------------------------------- | ------------------- | ----- |
| Commissions permanentes législatives |           |                                                                   |                     |       |
| Commission de l'Agriculture et de la Pêche                                                                                                |           | Eladio Castro Uría                                                | León                | PSOE  |
| Commission des Affaires étrangères |           | Joan Reventós                                                     | Barcelone           | PSC   |
| Commission des Affaires latino-américaines                                                                                                |           | José Prat                                                         | Madrid              | PSOE  |
| Commission des Autonomies, de l'Organisation et de l'Administration territoriale                                                          |           | Joan Codina Torres                                                | Catalogne           | PSC   |
| Commission des Autonomies, de l'Organisation et de l'Administration territoriale                                                          |           | José Constantino Nalda (15/12/1988)                               | Valladolid          | PSOE  |
| Commission de la Constitution |           | Ana María Ruiz-Tagle Arturo Lizón Giner (20/10/1987)              | Séville Alicante    | PSOE  |
| Commission de la Défense |           | Rafael Estrella Pedrola                                           | Grenade             | PSOE  |
| Commission de l'Économie et des Finances                                                                                                  |           | Juan Rodríguez Doreste                                            | Grande Canarie      | PSOE  |
| Commission de l'Éducation, de l'Enseignement supérieur, de la Recherche et de la Culture                                                  |           | Carlos Barral Agesta                                              | Tarragone           | PSC   |
| Commission de l'Industrie, de l'Énergie, du Commerce et du Tourisme                                                                       |           | Antonio Villalonga Riudavets Ángel Samuel Galán Cano (28/10/1987) | Minorque Albacete   | PSOE  |
| Commission de la Justice |           | Cesáreo Rodríguez-Aguilera Conde                                  | Barcelone           | PSC   |
| Commission des Travaux publics, de l'Organisation du territoire, de l'Environnement, de l'Urbanisme, des Transports et des Communications |           | José González Gastañaga                                           | Huelva              | PSOE  |
| Commission de la Présidence et de l'Intérieur                                                                                             |           | Juan Antonio Arévalo Santiago Alberto Pérez (29/10/1987)          | Valladolid Alicante | PSOE  |
| Commission des Budgets |           | Adolfo Díaz-Ambrona Luis Fernández Fernández-Madrid (21/10/1987)  | Estrémadure Séville | AP    |
| Commission des Relations avec le Défenseur du peuple et des Droits humains                                                                |           | Antonio García Duarte                                             | Málaga              | PSOE  |
| Commission de la Santé et de la Sécurité sociale                                                                                          |           | Alberto de Armas García                                           | Tenerife            | PSOE  |
| Commission du Travail |           | Francisco Arias Solís                                             | Cadix               | PSOE  |
| Commissions permanentes non législatives                                                                                                  |           |                                                                   |                     |       |
| Commission du Règlement |           | José Luis Rodríguez Pardo                                         | La Corogne          | PSOE  |
| Commission des Incompatibilités |           | Joaquín Ruiz Mendoza                                              | Valence             | PSOE  |
| Commission des Réclamations |           | José Herrero Nelly Fernández                                      | Asturies Alava      | PSOE  |
| Commission des Pétitions |           | Juan Zarrías Jareño                                               | Asturies            | PSOE  |

### Conjointes
| Commission                                                     | Président | Président                      | Circonscription | Parti | Chambre |
| -------------------------------------------------------------- | --------- | ------------------------------ | --------------- | ----- | ------- |
| Commission pour les Relations avec le Tribunal des comptes     |           | Ciriaco de Vicente             | Salamanque      | PSOE  | Congrès |
| Commission pour les Communautés européennes                    |           | Leopoldo Torres                | Guadalajara     | PSOE  | Congrès |
| Commission pour la Recherche et le Développement technologique |           | Miguel Ángel Quintanilla Fisac | Salamanque      | PSOE  | Sénat   |
| Commission pour l'Égalité des chances de la femme              |           | Violeta Alejandre              | Badajoz         | PSOE  | Sénat   |